# Grâce irrésistible
La grâce irrésistible (ou grâce efficace) est une doctrine en théologie chrétienne et l'un des cinq points du calvinisme. Elle enseigne que la grâce rédemptrice de Dieu est appliquée efficacement à ceux qu'il est déterminé à sauver (les élus) et, au moment choisi par Dieu, surmonte leur résistance à obéir à l'appel de l'Évangile, leur apportant la foi dans le Christ.

## Doctrine
Selon le calvinisme, ceux qui obtiennent le salut n'y parviennent non pas par leur propre volonté « libre », mais à cause de la grâce souveraine de Dieu. Les hommes cèdent ainsi à la grâce, mais pas parce que leur sens moral est plus aigu ou leur foi plus tenace que ceux des autres hommes. La volonté et la capacité à faire la volonté de Dieu, sont des preuves de la propre fidélité de Dieu à sauver les hommes du pouvoir et de la peine du péché. De plus, puisque l'homme est si corrompu, il ne décidera pas de suivre Dieu et cela ne peut pas non plus lui être demandé. Par conséquent Dieu doit intervenir avec puissance. Le calvinisme soutient donc que la régénération doit précéder la foi.
Jean Calvin à propos de cette intervention, affirme « qu'elle n'est pas violente, en sorte que les hommes soyent contraints par une force externe : mais toutefois c'est un mouvement du Saint-Esprit avec efficace, qui fait que les hommes qui ne vouloyent point auparavant, sont faits volontaires. », et John Gill assure que « cet acte d'attirer est un acte de pouvoir, pas de force. Dieu en attirant les indisposés, les rend disposés au jour de son Pouvoir : Il éclaire la compréhension, incline la volonté, donne un cœur de chair, attire gentiment par le pouvoir de Sa grâce, et engage l'esprit à venir au Christ, et à s'abandonner à Lui ; il attire avec les rubans de l'amour. Attirer, cela suppose pouvoir et influence, mais pas toujours coaction et force : la musique attire l'oreille, donne de l'amour au cœur et réjouit l'esprit ».
Jonathan Edwards a parfois été cité - notamment par Robert Charles Sproul - pour avoir parlé de l'appel irrésistible de Dieu comme du « viol saint de l'esprit », mais cette expression n'apparaît pas dans les œuvres d'Edwards. Elle semble plutôt avoir été forgée par l'intellectuel puritain Perry Miller, et beaucoup de calvinistes ont pris leur distance avec elle.